# Bernard Lalonde
Pour les articles homonymes, voir Lalonde.
Bernard Lalonde (né en 1940 et mort le 27 novembre 2016 à Sorel-Tracy) est un producteur, un acteur et un scénariste québécois.

## Biographie
Bernard Lalonde meurt à Sorel-Tracy le 27 novembre 2016 à l'âge de 76 ans.

## Filmographie
Comme producteur
- 1973 : Les Dernières Fiançailles
- 1974 : On a raison de se révolter
- 1974 : Les ordres
- 1976 : Jos Carbone
- 1976 : L'Eau chaude, l'eau frette
- 1977 : 15 Nov
- 1977 : Panique
- 1979 : Vie d'ange
- 1980 : Les Voleurs de Job
- 1983 : Au clair de la lune
- 1985 : Le Choix d'un peuple
- 1998 : Aujourd'hui ou jamais
- 2002 : Le Manuscrit érotique (TV)

Comme acteur
- 1985 : Celui qui voit les heures : The producer
- 1990 : Le Party : Directeur de prison

Comme scénariste
- 1983 : Au clair de la lune
- 1985 : Le Choix d'un peuple